# Rhynchitidae
Rhynchitidae zijn een familie uit de orde der Coleoptera (Kevers).

## Taxonomie
De volgende taxa worden bij de familie ingedeeld:
- Onderfamilie Rhynchitinae Gistel, 1848
  - Tribus Auletanini
  - Tribus Auletini
  - Tribus Auletorhinini
  - Tribus Byctiscini
  - Tribus Cesauletini
  - Tribus Deporaini
  - Tribus Minurini
  - Tribus Proteugnamptini
  - Tribus Rhinocartini
  - Tribus Rhynchitini Gistel, 1848
    - Subtribus Lasiorhynchitina
    - Subtribus Eugnamptina
    - Subtribus Perrhynchitina
    - Subtribus Rhynchitina
      - Geslacht Agilaus
      - Geslacht Anisomerinus
      - Geslacht Cartorhynchites
      - Geslacht Clinorhynchites
      - Geslacht Coenorrhinophila
      - Geslacht Cyllorhynchites
      - Geslacht Ecnomonychus
      - Geslacht Elautobius
      - Geslacht Exochorhynchites
      - Geslacht Habrorhynchites
      - Geslacht Haplorhynchites
      - Geslacht Heterorhynchites
      - Geslacht Involvulus
      - Geslacht Kuschelanthus
      - Geslacht Lasiorhynchites
      - Geslacht Mecorhis
      - Geslacht Merhynchites
      - Geslacht Metarhynchites
      - Geslacht Neocoenorrhinus
      - Geslacht Pseudomechoris
      - Geslacht Rhodocyrtus
      - Geslacht Rhynchites
        - Rhynchites abeillei
        - Rhynchites abnormalis
        - Rhynchites acaciae
        - Rhynchites addendus
        - Rhynchites adjectus
        - Rhynchites aeneoniger
        - Rhynchites aeneovirens
        - Rhynchites aeneus
        - Rhynchites aequatus
        - Rhynchites aeratoides
        - Rhynchites aeratus
        - Rhynchites aereipennis
        - Rhynchites aereus
        - Rhynchites aethiopicus
        - Rhynchites aethiops
        - Rhynchites affectatus
        - Rhynchites africanus
        - Rhynchites alcyoneus
        - Rhynchites algoensis
        - Rhynchites alliariae
        - Rhynchites amabilis
        - Rhynchites amictus
        - Rhynchites amitinus
        - Rhynchites amurensis
        - Rhynchites analis
        - Rhynchites anatolicus
        - Rhynchites andrewesi
        - Rhynchites angustatus
        - Rhynchites antennalis
        - Rhynchites anthracinus
        - Rhynchites apertus
        - Rhynchites apionoides
        - Rhynchites arcuatus
        - Rhynchites arduus
        - Rhynchites argutus
        - Rhynchites arquatus
        - Rhynchites arrowi
        - Rhynchites asiaticus
        - Rhynchites assimilis
        - Rhynchites aterrimus
        - Rhynchites atrocaeruleus
        - Rhynchites atrocoeruleus
        - Rhynchites atropurpureus
        - Rhynchites auletoides
        - Rhynchites auratus
        - Rhynchites aureus
        - Rhynchites auricapillus
        - Rhynchites aurifer
        - Rhynchites aurulans
        - Rhynchites austerus
        - Rhynchites austriacus
        - Rhynchites azurescens
        - Rhynchites azureus
        - Rhynchites bacchoides
        - Rhynchites bacchus
        - Rhynchites balaninoides
        - Rhynchites balneator
        - Rhynchites basalis
        - Rhynchites basilaris
        - Rhynchites beccarii
        - Rhynchites benitoensis
        - Rhynchites betulae
        - Rhynchites betuleti
        - Rhynchites bhamoensis
        - Rhynchites bicolor
        - Rhynchites bicoloratus
        - Rhynchites bicuspis
        - Rhynchites bifasciculatus
        - Rhynchites bipubescens
        - Rhynchites bipustulatus
        - Rhynchites birmanicus
        - Rhynchites bisulcatus
        - Rhynchites borneoensis
        - Rhynchites brasilianus
        - Rhynchites brevirostris
        - Rhynchites breviusculus
        - Rhynchites bucklandiae
        - Rhynchites burgeoni
        - Rhynchites byctiscoidiceps
        - Rhynchites caeruleus
        - Rhynchites caliginosus
        - Rhynchites canus
        - Rhynchites carinensis
        - Rhynchites carinulatus
        - Rhynchites castaneus
        - Rhynchites cavifrons
        - Rhynchites celebicus
        - Rhynchites centralis
        - Rhynchites ceylonensis
        - Rhynchites chalceus
        - Rhynchites championi
        - Rhynchites chiriquensis
        - Rhynchites cimetarius
        - Rhynchites cinnamomi
        - Rhynchites circassicus
        - Rhynchites civicus
        - Rhynchites clavatus
        - Rhynchites clavicornis
        - Rhynchites coarctirostris
        - Rhynchites coarctus
        - Rhynchites coelestinus
        - Rhynchites coeruleocephalus
        - Rhynchites coerulescens
        - Rhynchites coeruleus
        - Rhynchites collaris
        - Rhynchites collarti
        - Rhynchites columbianus
        - Rhynchites comatellus
        - Rhynchites comatus
        - Rhynchites comosellus
        - Rhynchites confertus
        - Rhynchites confragosicollis
        - Rhynchites congener
        - Rhynchites congruus
        - Rhynchites conicus
        - Rhynchites conradti
        - Rhynchites consimilis
        - Rhynchites consobrinus
        - Rhynchites constrictus
        - Rhynchites contristatus
        - Rhynchites copiosus
        - Rhynchites corallinus
        - Rhynchites corsicus
        - Rhynchites corvinus
        - Rhynchites craccae
        - Rhynchites crassirostris
        - Rhynchites crassiusculus
        - Rhynchites cribripennis
        - Rhynchites cribrum
        - Rhynchites crinitus
        - Rhynchites crioceroides
        - Rhynchites cumulatus
        - Rhynchites cupido
        - Rhynchites cupreatus
        - Rhynchites cuprescens
        - Rhynchites cupreus
        - Rhynchites cuprinus
        - Rhynchites curculionoides
        - Rhynchites curtirostris
        - Rhynchites curtus
        - Rhynchites cyaenus
        - Rhynchites cyanellus
        - Rhynchites cyaneopennis
        - Rhynchites cyanescens
        - Rhynchites cyaneus
        - Rhynchites cyanicolor
        - Rhynchites cylindricollis
        - Rhynchites cylindricus
        - Rhynchites dapitanus
        - Rhynchites davidis
        - Rhynchites debilis
        - Rhynchites declaratus
        - Rhynchites delectus
        - Rhynchites densatus
        - Rhynchites depressus
        - Rhynchites desipiens
        - Rhynchites despectus
        - Rhynchites dionysus
        - Rhynchites discretus
        - Rhynchites disjunctus
        - Rhynchites dispar
        - Rhynchites dissimilicolor
        - Rhynchites distans
        - Rhynchites distinguendulus
        - Rhynchites dohrni
        - Rhynchites dybovskyi
        - Rhynchites egenus
        - Rhynchites elegans
        - Rhynchites elusus
        - Rhynchites elysius
        - Rhynchites emgei
        - Rhynchites erythropterus
        - Rhynchites erythrosoma
        - Rhynchites exaratus
        - Rhynchites eximius
        - Rhynchites fagi
        - Rhynchites faldermanni
        - Rhynchites fallax
        - Rhynchites familiaris
        - Rhynchites fasciatus
        - Rhynchites fasciculosus
        - Rhynchites femoralis
        - Rhynchites ferghanensis
        - Rhynchites ferox
        - Rhynchites figuratus
        - Rhynchites flavipedestris
        - Rhynchites flavipes
        - Rhynchites flaviventris
        - Rhynchites flavolineatus
        - Rhynchites flexirostris
        - Rhynchites formosus
        - Rhynchites fossifrons
        - Rhynchites foveifrons
        - Rhynchites foveipennis
        - Rhynchites fragariae
        - Rhynchites fruhstorferi
        - Rhynchites fukienensis
        - Rhynchites fulgidus
        - Rhynchites fulvescens
        - Rhynchites fulvihirtus
        - Rhynchites fulvopubens
        - Rhynchites funebris
        - Rhynchites furtivus
        - Rhynchites furvus
        - Rhynchites gabonicus
        - Rhynchites gagates
        - Rhynchites gelastinus
        - Rhynchites gemma
        - Rhynchites gensanensis
        - Rhynchites gentilis
        - Rhynchites germanicus
        - Rhynchites giganteus
        - Rhynchites gilvipes
        - Rhynchites glabellus
        - Rhynchites gracilicornis
        - Rhynchites gracilirostris
        - Rhynchites gracilis
        - Rhynchites grandis
        - Rhynchites granulatus
        - Rhynchites grewiae
        - Rhynchites griseipilosus
        - Rhynchites guatemalenus
        - Rhynchites haematopus
        - Rhynchites haemorrhoidalis
        - Rhynchites hampsoni
        - Rhynchites haradai
        - Rhynchites harwoodi
        - Rhynchites hauseri
        - Rhynchites helleri
        - Rhynchites heros
        - Rhynchites heydeni
        - Rhynchites hilaris
        - Rhynchites hirsutus
        - Rhynchites hirtellus
        - Rhynchites hirticollis
        - Rhynchites hirtus
        - Rhynchites hispanicus
        - Rhynchites hispoides
        - Rhynchites hoemorrhoidalis
        - Rhynchites homalinus
        - Rhynchites horni
        - Rhynchites humeralis
        - Rhynchites hungaricus
        - Rhynchites icosandriae
        - Rhynchites ilicis
        - Rhynchites illibatus
        - Rhynchites imparis
        - Rhynchites impressicollis
        - Rhynchites impressus
        - Rhynchites incupreus
        - Rhynchites indochinensis
        - Rhynchites inermis
        - Rhynchites infuscatus
        - Rhynchites inordinatus
        - Rhynchites insularis
        - Rhynchites interpunctatus
        - Rhynchites interruptus
        - Rhynchites intricatus
        - Rhynchites irideus
        - Rhynchites isabellinus
        - Rhynchites javanicus
        - Rhynchites jekeli
        - Rhynchites juvenilis
        - Rhynchites kalshoveni
        - Rhynchites kanalensis
        - Rhynchites kawiensis
        - Rhynchites koreanus
        - Rhynchites kozlovi
        - Rhynchites lacunipennis
        - Rhynchites laeticulus
        - Rhynchites laetus
        - Rhynchites laevicollis
        - Rhynchites laevigatus
        - Rhynchites laevior
        - Rhynchites latiusculus
        - Rhynchites lauraceae
        - Rhynchites lautus
        - Rhynchites lenaeus
        - Rhynchites lepidulus
        - Rhynchites lepidus
        - Rhynchites lernaeus
        - Rhynchites leucoscutellatus
        - Rhynchites leucothyreus
        - Rhynchites levirostris
        - Rhynchites liveus
        - Rhynchites lividus
        - Rhynchites longehirtus
        - Rhynchites longiceps
        - Rhynchites longicollis
        - Rhynchites longimanus
        - Rhynchites longipes
        - Rhynchites longirostris
        - Rhynchites longulus
        - Rhynchites luceus
        - Rhynchites luridus
        - Rhynchites lygaeus
        - Rhynchites macrophthalmus
        - Rhynchites maculicollis
        - Rhynchites major
        - Rhynchites malabarensis
        - Rhynchites mandli
        - Rhynchites mandschuricus
        - Rhynchites manillensis
        - Rhynchites mannerheimi
        - Rhynchites mannerheimii
        - Rhynchites marginatus
        - Rhynchites marginicollis
        - Rhynchites marina
        - Rhynchites marshalli
        - Rhynchites maximus
        - Rhynchites megacephalus
        - Rhynchites melanarius
        - Rhynchites melancholicus
        - Rhynchites melanocephalus
        - Rhynchites melas
        - Rhynchites metallicus
        - Rhynchites methneri
        - Rhynchites mexicanus
        - Rhynchites meyeri
        - Rhynchites minor
        - Rhynchites minutus
        - Rhynchites mixtus
        - Rhynchites modestus
        - Rhynchites moestus
        - Rhynchites mollis
        - Rhynchites molybdaeneus
        - Rhynchites mongolicus
        - Rhynchites monticola
        - Rhynchites morulus
        - Rhynchites motschoulskyi
        - Rhynchites motschulskyi
        - Rhynchites multiguttatus
        - Rhynchites mundus
        - Rhynchites mutata
        - Rhynchites nalandaicus
        - Rhynchites nanus
        - Rhynchites naso
        - Rhynchites natalensis
        - Rhynchites nebulosus
        - Rhynchites niger
        - Rhynchites nigricans
        - Rhynchites nigriclavatus
        - Rhynchites nigripennis
        - Rhynchites nigripes
        - Rhynchites nigrocyaneus
        - Rhynchites nigrolimbatus
        - Rhynchites nilghiricus
        - Rhynchites nilosistriatus
        - Rhynchites nitidifrons
        - Rhynchites nitidus
        - Rhynchites nudipennis
        - Rhynchites obscuricolor
        - Rhynchites obscurus
        - Rhynchites obsitus
        - Rhynchites ochreosignatus
        - Rhynchites oculatus
        - Rhynchites oengaranicus
        - Rhynchites olivaceus
        - Rhynchites opacus
        - Rhynchites opalizans
        - Rhynchites ophthalmicus
        - Rhynchites orcinus
        - Rhynchites ovatus
        - Rhynchites pacatus
        - Rhynchites pallicollis
        - Rhynchites pallidipennis
        - Rhynchites pallidipes
        - Rhynchites pallidulus
        - Rhynchites palmi
        - Rhynchites parcus
        - Rhynchites parellinus
        - Rhynchites parvulus
        - Rhynchites parvus
        - Rhynchites pauxillus
        - Rhynchites pectitus
        - Rhynchites pectoralis
        - Rhynchites pedestris
        - Rhynchites pelliceus
        - Rhynchites pellitus
        - Rhynchites penangincola
        - Rhynchites perplexus
        - Rhynchites persicus
        - Rhynchites philippensis
        - Rhynchites piceus
        - Rhynchites pilifer
        - Rhynchites pilosi-tessellatus
        - Rhynchites pilosovittatus
        - Rhynchites pilosulus
        - Rhynchites pilosus
        - Rhynchites pilumnus
        - Rhynchites piri
        - Rhynchites placidus
        - Rhynchites plagiocephalus
        - Rhynchites planifrons
        - Rhynchites planirostris
        - Rhynchites planiusculus
        - Rhynchites platyfrons
        - Rhynchites platynotus
        - Rhynchites plumbeus
        - Rhynchites podager
        - Rhynchites politus
        - Rhynchites populi
        - Rhynchites praeustus
        - Rhynchites pristis
        - Rhynchites propinquus
        - Rhynchites proximus
        - Rhynchites pruinosus
        - Rhynchites pubens
        - Rhynchites puberulus
        - Rhynchites pubescens
        - Rhynchites pubipennis
        - Rhynchites pudens
        - Rhynchites pullatus
        - Rhynchites pullus
        - Rhynchites punctatus
        - Rhynchites puncticeps
        - Rhynchites punctifrons
        - Rhynchites punctipennis
        - Rhynchites punctulatus
        - Rhynchites purpurea-violacea
        - Rhynchites purpureus
        - Rhynchites pusillus
        - Rhynchites pustulatus
        - Rhynchites quadripennis
        - Rhynchites quadripustulatus
        - Rhynchites quercus
        - Rhynchites recticulatus
        - Rhynchites rectirostris
        - Rhynchites regalis
        - Rhynchites regularis
        - Rhynchites restituens
        - Rhynchites revestitus
        - Rhynchites rhedi
        - Rhynchites rhinomacer
        - Rhynchites rhodesianus
        - Rhynchites rosti
        - Rhynchites rostralis
        - Rhynchites rotundicollis
        - Rhynchites rubens
        - Rhynchites ruber
        - Rhynchites rubricollaris
        - Rhynchites rubricollis
        - Rhynchites rubripes
        - Rhynchites rubrirostris
        - Rhynchites rubrithorax
        - Rhynchites rufescens
        - Rhynchites ruficollis
        - Rhynchites ruficornis
        - Rhynchites rufipes
        - Rhynchites rufitarsis
        - Rhynchites rufiventris
        - Rhynchites rufofemorata
        - Rhynchites rugiceps
        - Rhynchites rugosicollis
        - Rhynchites rugosipennis
        - Rhynchites rugosus
        - Rhynchites rutilus
        - Rhynchites samarensis
        - Rhynchites sandakanensis
        - Rhynchites sanguinicollis
        - Rhynchites sanguinipennis
        - Rhynchites sarafschanicus
        - Rhynchites sarawakensis
        - Rhynchites satrapa
        - Rhynchites scabridus
        - Rhynchites scalptus
        - Rhynchites scheitzae
        - Rhynchites schenklingi
        - Rhynchites schilskyi
        - Rhynchites schroderi
        - Rhynchites schroederi
        - Rhynchites schusteri
        - Rhynchites scitus
        - Rhynchites scrobicollis
        - Rhynchites sculpturatus
        - Rhynchites scutellaris
        - Rhynchites semicyaneus
        - Rhynchites semidilucidus
        - Rhynchites semiobscurus
        - Rhynchites semiopacus
        - Rhynchites semiruber
        - Rhynchites semirugosus
        - Rhynchites semiumbrata
        - Rhynchites seniculus
        - Rhynchites seriatopilosus
        - Rhynchites sibuyanensis
        - Rhynchites silenus
        - Rhynchites similatus
        - Rhynchites similis
        - Rhynchites simillimus
        - Rhynchites simulans
        - Rhynchites singularis
        - Rhynchites smyrnensis
        - Rhynchites socius
        - Rhynchites solutus
        - Rhynchites spadiceus
        - Rhynchites spinicollis
        - Rhynchites splendidus
        - Rhynchites subauratus
        - Rhynchites subchalybaeus
        - Rhynchites subcumulatus
        - Rhynchites subdentatus
        - Rhynchites subglaber
        - Rhynchites submaculatus
        - Rhynchites subolivaceus
        - Rhynchites subopacus
        - Rhynchites suborichalceus
        - Rhynchites subplanus
        - Rhynchites subplumbeus
        - Rhynchites subpruinosa
        - Rhynchites subtectus
        - Rhynchites subterraneus
        - Rhynchites subviolaceus
        - Rhynchites subvirens
        - Rhynchites subviridianus
        - Rhynchites subviridis
        - Rhynchites suffundens
        - Rhynchites sumatraensis
        - Rhynchites sumptuosus
        - Rhynchites suturalis
        - Rhynchites suturellus
        - Rhynchites suturifer
        - Rhynchites tenuicornis
        - Rhynchites tenuirostris
        - Rhynchites testaceus
        - Rhynchites theresae
        - Rhynchites thesaurus
        - Rhynchites thomsoni
        - Rhynchites thoracocircularis
        - Rhynchites tomentosus
        - Rhynchites tonkinensis
        - Rhynchites torquata
        - Rhynchites tricarinatus
        - Rhynchites trifasciatus
        - Rhynchites tristis
        - Rhynchites trojanus
        - Rhynchites truncatus
        - Rhynchites tubicen
        - Rhynchites tygosanensis
        - Rhynchites ultramarinus
        - Rhynchites uncinatus
        - Rhynchites unicolor
        - Rhynchites ursulus
        - Rhynchites ursus
        - Rhynchites ussuriensis
        - Rhynchites wahnesi
        - Rhynchites wallacei
        - Rhynchites waterstradti
        - Rhynchites weberi
        - Rhynchites velatus
        - Rhynchites ventanasensis
        - Rhynchites venustulus
        - Rhynchites venustus
        - Rhynchites vernaculus
        - Rhynchites versicolor
        - Rhynchites vestitus
        - Rhynchites wickhami
        - Rhynchites villosulus
        - Rhynchites villosus
        - Rhynchites violaceipennis
        - Rhynchites violaceus
        - Rhynchites virescens
        - Rhynchites viridaeneus
        - Rhynchites viridiaeneus
        - Rhynchites viridianus
        - Rhynchites viridis
        - Rhynchites viridissimus
        - Rhynchites vulpes
        - Rhynchites yunnanicus
        - Rhynchites zaitzevi
        - Rhynchites zunilensis

      - Geslacht Rhynchitobius
      - Geslacht Tatianaerhynchites

    - Subtribus Temnocerina

  - Tribus Vossicartini
- Onderfamilie Isotheinae Scudder, 1893
- Onderfamilie Pterocolinae Lacordaire, 1866